# Richard Neal

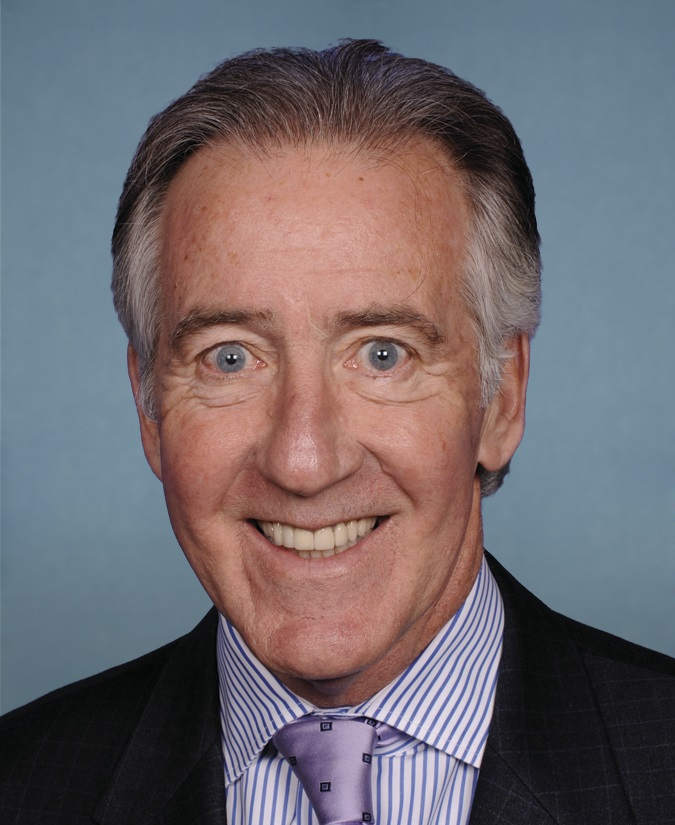
Richard Neal (2013)

Richard Edmund Neal (* 14. Februar 1949 in Springfield, Massachusetts) ist ein US-amerikanischer Politiker. Seit 1989 vertritt er den Bundesstaat Massachusetts im US-Repräsentantenhaus.

## Werdegang
Richard Neal besuchte bis 1968 die Springfield Technical High School und danach bis 1972 das American International College, ebenfalls in Springfield. Daran schloss sich bis 1976 ein Studium an der University of Hartford in Connecticut an. Gleichzeitig begann er als Mitglied der Demokratischen Partei eine politische Laufbahn. Von 1973 bis 1978 fungierte er als Berater des Bürgermeisters von Springfield; zwischen 1978 und 1984 saß er im dortigen Gemeinderat. Danach war er von 1984 bis 1988 selbst Bürgermeister seiner Heimatstadt.
Bei der Wahl 1988 wurde Neal im zweiten Kongresswahlbezirk von Massachusetts in das US-Repräsentantenhaus in Washington, D.C. gewählt, wo er am 3. Januar 1989 die Nachfolge von Edward Boland antrat. Er wurde stets wiedergewählt, zuletzt 2024. Seit 2013 vertritt er den ersten Wahlbezirk seines Staates im Repräsentantenhaus. Er ist  Mitglied im Committee on Ways and Means, dessen Vorsitzender er von 2019 bis 2023 war, und in zwei Unterausschüssen. In früheren Legislaturperioden war er unter anderem Mitglied im Bankenausschuss. Im April 2019 verlangte er als Vorsitzender des Ways-and-Means-Ausschusses die persönlichen Steuererklärungen von Präsident Donald Trump der letzten sechs Jahre einzusehen, was notwendig sei, um dessen Verhalten zu untersuchen. Trump hatte im Präsidentschaftswahlkampf 2016 versprochen, diese zu veröffentlichen, war aber davon abgerückt.

## Belege
1. ↑  Richard Neal in der Ballotpedia. Abgerufen am 14. März 2025 (englisch).
2. ↑  Lauren Fox: Key House Democrat requests Trump's tax returns from IRS. In: CNN.com, 3. April 2019.

| Personendaten    | Personendaten                             |
| ---------------- | ----------------------------------------- |
| NAME             | Neal, Richard                             |
| ALTERNATIVNAMEN  | Neal, Richard Edmund (vollständiger Name) |
| KURZBESCHREIBUNG | US-amerikanischer Politiker               |
| GEBURTSDATUM     | 14. Februar 1949                          |
| GEBURTSORT       | Springfield, Massachusetts                |